# Marcos Ruiz Pérez
Marcos Ruiz Pérez (Valencia, 10 de marzo de 1995) es un atleta español especializado en triple salto. Su mejor marca de 16.94 metros, realizada en el campeonato Iberoamericano de 2022, lo coloca tercero en el ranking histórico español.

## Carrera deportiva
Es un atleta especializado en triple salto. Con una marca de 16´94 metros se coloca tercero en el ranking nacional de todos los tiempos, solamente por detrás del plusmarquista español Pablo Torrijos, quien lidera con 16´76 metros. Es entrenado por Yolanda Belda, la cual también entrena otros atletas de élite nacional como Carlos Molina Carsi y Ignacio López Barrafón, quien fue 3.º de España Absoluto en Salto de Altura el año 2016, y campeón de España de Heptatlón en el Campeonato de España sub-23 y subcampeón de España en la prueba de Salto de Altura en el mismo campeonato del año 2018.
Marcos Ruiz lleva practicando atletismo desde bien pequeño, su primera competición data de la temporada 2007/2008, en la prueba de Salto con Pértiga el 3 de mayo de 2008 en las pistas de Gandía, aquel día, con solamente 13 años ya saltó 2´10 metros.
Con el paso del tiempo se fue especializando poco a poco en pruebas de velocidad, y tímidamente fue acercándose a las pruebas de salto. Sin embargo, no fue hasta el año 2012 cuando ya se especializó en la prueba de Triple salto, saltando a final de temporada 14´86 metros proclamándose, con esta marca, campeón de España juvenil en Aranjuez.
Este fue el principio de una larga carrera de éxitos tanto nacionales como internacionales.
A partir de este año, Marcos ha ido creciendo poco a poco hasta llegar a su debut en un campeonato internacional el 25 de julio de 2014 en Eugene (USA), disputando el campeonato del mundo júnior individual en la prueba, como no podía ser de otra manera, de triple salto, saltando en este campeonato 15´22 metros.
Este atleta ha ido progresivamente creciendo de tal manera que cada temporada ha ido mejorando su marca. De hecho, en el año 2016 tenía 15´90 metros de MMP (Mejor Marca Personal), hasta que una tarde en las pistas del Tramo X de Valencia (Río Turia), saltó 16´44 metros, dándole la oportunidad con esta marca, de disputar un campeonato de Europa absoluto en Bydgoszcz (Polonia), donde quedó eliminado en la fase de calificación ante un gran nivel de los oponentes.
Finalmente, en el año 2018, tras trasladarse al piseto a escasos metros de la pista del río Turia y apostar por el atletismo. Marcos Ruíz consiguió mejorar su rendimiento y dejar detalles de calidad cuando mejoró más su MMP catapultándose hasta los 16´56 metros, marca que le dejó a escasos de conseguir la mínima para el campeonato de atletismo más importante: Los Juegos Olímpicos.
Sin embargo, no tuvo fortuna en el Campeonato de España Absoluto, partiendo de base con la 2.ª mejor marca del campeonato y quedando 5.º clasificado al final del mismo.

## Marcas
Triple Salto: 16'94 metros (2022)

## Palmarés internacional
· Copa de Europa de clubes Júnior [Ljubljana (SLO), 1.º Clasificado] – 15/09/2012
Representando al club Playas de Castellón.
· XXII Campeonato de Europa Júnior [Rieti (ITA), 7.º Puesto en la fase de calificación] – 20/07/2013
· Copa de Europa de clubes Júnior [Brno (CZE), 3.º Clasificado] – 21/09/2013
Representando al club Playas de Castellón.
· Campeonato del Mundo Júnior [Eugene (USA), 8.º en la fase de calificación] – 25/07/2014
· Copa de Europa de clubes Júnior [Castellón (ESP), 1.º Clasificado] – 20/09/2014
Representando al club Playas de Castellón.
· Campeonato Mediterráneo Sub-23 [Radès (TUN), 9.º Clasificado] – 04/06/2016
· Campeonato de Europa Sub-23 [Bydgoszcz (POL), 6.º Clasificado en la fase de calificación] – 15/07/2017